# خطة الدمار
خطة الدمار (بالإنجليزية: Plan for Destruction) هو فيلم دعائي أمريكي قصير لعام 1943 من إخراج إدوارد كان. يُظهر الفيلم الافكار الجيوبولوتيكية للجنرال كارل هاوسهوفر السابقة للحرب العالمية الأولى والذي صوره على رأس منظمة ضخمة لجمع المعلومات ذات القيمة الاستراتيجية والعقل المدبر وراء حروب أدولف هتلر وخططه لاستعباد العالم. رُشيح الفيلم لجائزة الأوسكار.

## المشاركون
- لويس ستون بنفسه - معلق
- فرانك ريشر في دور كارل إرنست هوشوفر
- جورج لين في دور رودولف هيس

## روابط خارجية
- خطة الدمار  في قاعدة بيانات الأفلام على الإنترنت (بالإنجليزية)
- خطة الدمار على موقع أول موفي.
- Plan for Destruction at the TCM Movie Database